# Bartosz Grzybowski
Bartosz Andrzej Grzybowski (ur. 15 lutego 1972 w Gdyni) – polski chemik, profesor nauk chemicznych.

## Życiorys
Absolwent chemii na Uniwersytecie Yale (1995), uzyskał stopień doktora w 2000 na Uniwersytecie Harwadzkim i pracował na tej uczelni do 2003. W latach 2003–2014 był zatrudniony na Northwestern University. W 2014 został zatrudniony na stanowisku profesora chemii w Narodowym Instytucie Nauki i Technologii w Ulsan w Korei Południowej a także nadzoruje prace laboratorium badawczego w Instytucie Chemii Organicznej Polskiej Akademii Nauk w Warszawie. Od 2015 członek brytyjskiego Królewskiego Towarzystwa Chemicznego. Był reprezentantem Polski na 23 Kongresie Solvaya jako pierwszy naukowiec od czasów Marii Skłodowskiej-Curie
W 2016 roku uzyskał tytuł profesora nauk chemicznych
Jest autorem ponad 300 publikacji z zakresu chemii, fizyki i biologii, które były cytowane ponad trzydzieści dwa tysiące razy.

## Działalność naukowa
Badania Bartosza Grzybowskiego obejmują wspomaganą komputerowo syntezę chemiczną, wykorzystywania sztucznej inteligencji w chemii organicznej. Jest on autorem systemów Chematica i Allchemy, wykazując, że możliwe jest planowanie syntezy związków chemicznych metodą komputerową i komputerową. Oprogramowanie stworzone przez prof. Grzybowskiego jest obecnie wykorzystywane przez ponad trzydzieści międzynarodowych koncernów chemicznych i farmaceutycznych. Jego badania umożliwiają tworzenie wysokiej jakości leków do walki z nieuleczalnymi chorobami i odkrywanie nowych typów reakcji.

## Nagrody i wyróżnienia
- Nagroda Fundacji na rzecz Nauki Polskiej (2022) za komputerowo zaplanowanej syntezy organicznej oraz wykorzystania sztucznej inteligencji do przewidywania przebiegu reakcji chemicznych i odkrywania nowych związków, mogących znaleźć zastosowanie jako leki
- Nagroda Amerykańskiego Towarzystwa Chemicznego (American Chemical Society Division of Colloid and Surface Chemistry Unilever Award) (2006)[1]
- Nagroda Feynmana w kategorii nanotechnologii (2016)
- Nagroda Miękkiej Materii Królewskiego Towarzystwa Chemicznego w Londynie (2010)[1][3]